# Llista d'asteroides/165101-165200
| Nom      | Designació provisional | Data de descobriment  | Lloc de descobriment | Descobridor/s |
| -------- | ---------------------- | --------------------- | -------------------- | ------------- |
| 165101 - | 2000 HY3               | 26 d'abril de 2000    | Kitt Peak            | Spacewatch    |
| 165102 - | 2000 HN17              | 24 d'abril de 2000    | Kitt Peak            | Spacewatch    |
| 165103 - | 2000 HJ26              | 24 d'abril de 2000    | Anderson Mesa        | LONEOS        |
| 165104 - | 2000 HR33              | 24 d'abril de 2000    | Anderson Mesa        | LONEOS        |
| 165105 - | 2000 HG45              | 26 d'abril de 2000    | Anderson Mesa        | LONEOS        |
| 165106 - | 2000 HS59              | 25 d'abril de 2000    | Anderson Mesa        | LONEOS        |
| 165107 - | 2000 HE63              | 26 d'abril de 2000    | Anderson Mesa        | LONEOS        |
| 165108 - | 2000 HN67              | 27 d'abril de 2000    | Kitt Peak            | Spacewatch    |
| 165109 - | 2000 HS71              | 25 d'abril de 2000    | Anderson Mesa        | LONEOS        |
| 165110 - | 2000 HR84              | 30 d'abril de 2000    | Anderson Mesa        | LONEOS        |
| 165111 - | 2000 HC103             | 27 d'abril de 2000    | Anderson Mesa        | LONEOS        |
| 165112 - | 2000 HE103             | 27 d'abril de 2000    | Anderson Mesa        | LONEOS        |
| 165113 - | 2000 JB19              | 3 de maig de 2000     | Socorro              | LINEAR        |
| 165114 - | 2000 JK27              | 7 de maig de 2000     | Socorro              | LINEAR        |
| 165115 - | 2000 JY28              | 7 de maig de 2000     | Socorro              | LINEAR        |
| 165116 - | 2000 JX41              | 7 de maig de 2000     | Socorro              | LINEAR        |
| 165117 - | 2000 JB61              | 7 de maig de 2000     | Socorro              | LINEAR        |
| 165118 - | 2000 JB68              | 7 de maig de 2000     | Kitt Peak            | Spacewatch    |
| 165119 - | 2000 JC68              | 7 de maig de 2000     | Kitt Peak            | Spacewatch    |
| 165120 - | 2000 JZ71              | 1 de maig de 2000     | Anderson Mesa        | LONEOS        |
| 165121 - | 2000 JY76              | 7 de maig de 2000     | Socorro              | LINEAR        |
| 165122 - | 2000 JJ84              | 5 de maig de 2000     | Socorro              | LINEAR        |
| 165123 - | 2000 KP6               | 27 de maig de 2000    | Socorro              | LINEAR        |
| 165124 - | 2000 KW8               | 28 de maig de 2000    | Socorro              | LINEAR        |
| 165125 - | 2000 KC11              | 28 de maig de 2000    | Socorro              | LINEAR        |
| 165126 - | 2000 KJ32              | 28 de maig de 2000    | Socorro              | LINEAR        |
| 165127 - | 2000 KX40              | 30 de maig de 2000    | Kitt Peak            | Spacewatch    |
| 165128 - | 2000 KU43              | 31 de maig de 2000    | Kitt Peak            | Spacewatch    |
| 165129 - | 2000 KU44              | 28 de maig de 2000    | Kitt Peak            | Spacewatch    |
| 165130 - | 2000 KP54              | 27 de maig de 2000    | Anderson Mesa        | LONEOS        |
| 165131 - | 2000 KQ57              | 24 de maig de 2000    | Anderson Mesa        | LONEOS        |
| 165132 - | 2000 KV58              | 24 de maig de 2000    | Anderson Mesa        | LONEOS        |
| 165133 - | 2000 KP61              | 25 de maig de 2000    | Anderson Mesa        | LONEOS        |
| 165134 - | 2000 KT65              | 27 de maig de 2000    | Anderson Mesa        | LONEOS        |
| 165135 - | 2000 KU70              | 28 de maig de 2000    | Socorro              | LINEAR        |
| 165136 - | 2000 KN74              | 27 de maig de 2000    | Socorro              | LINEAR        |
| 165137 - | 2000 KM79              | 27 de maig de 2000    | Socorro              | LINEAR        |
| 165138 - | 2000 NL5               | 7 de juliol de 2000   | Socorro              | LINEAR        |
| 165139 - | 2000 NJ10              | 6 de juliol de 2000   | Anderson Mesa        | LONEOS        |
| 165140 - | 2000 OJ1               | 24 de juliol de 2000  | Kitt Peak            | Spacewatch    |
| 165141 - | 2000 OH14              | 23 de juliol de 2000  | Socorro              | LINEAR        |
| 165142 - | 2000 OM40              | 30 de juliol de 2000  | Socorro              | LINEAR        |
| 165143 - | 2000 PQ2               | 2 d'agost de 2000     | Socorro              | LINEAR        |
| 165144 - | 2000 QO7               | 25 d'agost de 2000    | Socorro              | LINEAR        |
| 165145 - | 2000 QV10              | 24 d'agost de 2000    | Socorro              | LINEAR        |
| 165146 - | 2000 QN13              | 24 d'agost de 2000    | Socorro              | LINEAR        |
| 165147 - | 2000 QD18              | 24 d'agost de 2000    | Socorro              | LINEAR        |
| 165148 - | 2000 QR18              | 24 d'agost de 2000    | Socorro              | LINEAR        |
| 165149 - | 2000 QC22              | 24 d'agost de 2000    | Socorro              | LINEAR        |
| 165150 - | 2000 QU28              | 24 d'agost de 2000    | Socorro              | LINEAR        |
| 165151 - | 2000 QT33              | 26 d'agost de 2000    | Prescott             | P. G. Comba   |
| 165152 - | 2000 QS38              | 24 d'agost de 2000    | Socorro              | LINEAR        |
| 165153 - | 2000 QR39              | 24 d'agost de 2000    | Socorro              | LINEAR        |
| 165154 - | 2000 QE40              | 24 d'agost de 2000    | Socorro              | LINEAR        |
| 165155 - | 2000 QG40              | 24 d'agost de 2000    | Socorro              | LINEAR        |
| 165156 - | 2000 QJ50              | 24 d'agost de 2000    | Socorro              | LINEAR        |
| 165157 - | 2000 QO50              | 24 d'agost de 2000    | Socorro              | LINEAR        |
| 165158 - | 2000 QE51              | 24 d'agost de 2000    | Socorro              | LINEAR        |
| 165159 - | 2000 QP55              | 25 d'agost de 2000    | Socorro              | LINEAR        |
| 165160 - | 2000 QX62              | 28 d'agost de 2000    | Socorro              | LINEAR        |
| 165161 - | 2000 QP69              | 30 d'agost de 2000    | Kitt Peak            | Spacewatch    |
| 165162 - | 2000 QS69              | 30 d'agost de 2000    | Kitt Peak            | Spacewatch    |
| 165163 - | 2000 QP87              | 25 d'agost de 2000    | Socorro              | LINEAR        |
| 165164 - | 2000 QT88              | 25 d'agost de 2000    | Socorro              | LINEAR        |
| 165165 - | 2000 QS98              | 28 d'agost de 2000    | Socorro              | LINEAR        |
| 165166 - | 2000 QV102             | 28 d'agost de 2000    | Socorro              | LINEAR        |
| 165167 - | 2000 QY109             | 28 d'agost de 2000    | Saji                 | Saji          |
| 165168 - | 2000 QF110             | 24 d'agost de 2000    | Socorro              | LINEAR        |
| 165169 - | 2000 QN110             | 24 d'agost de 2000    | Socorro              | LINEAR        |
| 165170 - | 2000 QL113             | 24 d'agost de 2000    | Socorro              | LINEAR        |
| 165171 - | 2000 QD119             | 25 d'agost de 2000    | Socorro              | LINEAR        |
| 165172 - | 2000 QU124             | 29 d'agost de 2000    | Socorro              | LINEAR        |
| 165173 - | 2000 QJ140             | 31 d'agost de 2000    | Socorro              | LINEAR        |
| 165174 - | 2000 QF152             | 28 d'agost de 2000    | Socorro              | LINEAR        |
| 165175 - | 2000 QN153             | 29 d'agost de 2000    | Socorro              | LINEAR        |
| 165176 - | 2000 QU154             | 31 d'agost de 2000    | Socorro              | LINEAR        |
| 165177 - | 2000 QT159             | 31 d'agost de 2000    | Socorro              | LINEAR        |
| 165178 - | 2000 QO164             | 31 d'agost de 2000    | Socorro              | LINEAR        |
| 165179 - | 2000 QK166             | 31 d'agost de 2000    | Socorro              | LINEAR        |
| 165180 - | 2000 QB170             | 31 d'agost de 2000    | Socorro              | LINEAR        |
| 165181 - | 2000 QV170             | 31 d'agost de 2000    | Socorro              | LINEAR        |
| 165182 - | 2000 QV172             | 31 d'agost de 2000    | Socorro              | LINEAR        |
| 165183 - | 2000 QN186             | 26 d'agost de 2000    | Socorro              | LINEAR        |
| 165184 - | 2000 QH208             | 31 d'agost de 2000    | Socorro              | LINEAR        |
| 165185 - | 2000 QB210             | 31 d'agost de 2000    | Socorro              | LINEAR        |
| 165186 - | 2000 QQ215             | 31 d'agost de 2000    | Socorro              | LINEAR        |
| 165187 - | 2000 QY215             | 31 d'agost de 2000    | Socorro              | LINEAR        |
| 165188 - | 2000 QD218             | 31 d'agost de 2000    | Socorro              | LINEAR        |
| 165189 - | 2000 QG220             | 21 d'agost de 2000    | Anderson Mesa        | LONEOS        |
| 165190 - | 2000 QC221             | 21 d'agost de 2000    | Anderson Mesa        | LONEOS        |
| 165191 - | 2000 QX231             | 29 d'agost de 2000    | Socorro              | LINEAR        |
| 165192 - | 2000 QD235             | 26 d'agost de 2000    | Cerro Tololo         | M. W. Buie    |
| 165193 - | 2000 QT243             | 21 d'agost de 2000    | Anderson Mesa        | LONEOS        |
| 165194 - | 2000 RD5               | 1 de setembre de 2000 | Socorro              | LINEAR        |
| 165195 - | 2000 RH16              | 1 de setembre de 2000 | Socorro              | LINEAR        |
| 165196 - | 2000 RD19              | 1 de setembre de 2000 | Socorro              | LINEAR        |
| 165197 - | 2000 RU21              | 1 de setembre de 2000 | Socorro              | LINEAR        |
| 165198 - | 2000 RK24              | 1 de setembre de 2000 | Socorro              | LINEAR        |
| 165199 - | 2000 RL41              | 3 de setembre de 2000 | Socorro              | LINEAR        |
| 165200 - | 2000 RK49              | 5 de setembre de 2000 | Socorro              | LINEAR        |